# The Lookouts
The Lookouts war eine Punk-Rock-Band, die von 1985 bis 1990 in Laytonville, Kalifornien spielte. Die Mitglieder der Band waren Lawrence Livermore, besser bekannt als Larry Livermore (Gitarre und Gesang), Kain Kong (E-Bass und Gesang), und Tré Cool (Schlagzeug und Gesang). Seit sich The Lookouts 1990 getrennt haben, spielt Tré Cool bei Green Day Schlagzeug.
The Lookouts nahmen die zwei LPs One Planet One People und Spy Rock Road auf. Sie veröffentlichten außerdem die zwei EPs Mendocino Homeland und IV. Alle Platten wurden vom Label Lookout! Records publiziert.